# Neobnovljivi izvor
Ograničeni izvor, ograničeni izvor, resurs čija je količina konačna i nakon nekog vremena, u mjerilu ljudskog vijeka, nema ga više. Zbog toga ga se naziva i neobnovljivi izvor (neobnovljivi resurs). Primjeri za to su fosilna goriva koja su nastajala milijunima godina. Ljudi ih troše brže nego što su nastajala u svojoj povijesti. Zbog toga se prirodnim putem ne nadomještaju pri dovoljnoj brzini te im se konačna količina smanjuje. Uz fosilna goriva, tu spadaju rude, podzemne vode, neki vodonosni slojevi. Drvo, ako je sječa održiva, riba (ako se ne preizlovljava) spadaju u obnovljive resurse, jer se na ljestvicu ljudskog vijeka obnavljaju dovoljno brzo, odnosno stopa kojom ih ljudi troše ne ugrožava njihovo obilje ili barem stalnost broja.
Nerazumno gospodarenje može pretvoriti obnovljivi izvor u neobnovljivi izvor. Razvitkom tehnologije neki neobnovljivi izvori mogu se vratiti u ponovo iskoristivo stanje slično prvotnom pa time opet postaju obnovljivi izvor.

## Neobnovljivi resursi mineralnih sirovina
Mineralne sirovine su prirodni spojevi koji se nalaze koncentrirani na različitim mjestima u Zemljinoj kori. Tehnička grana koja se bavi pridobivanjem mineralnih sirovina naziva se rudarstvo. Mineralne sirovine dobivaju se površinskim i podzemnim kopovima, te ako je potrebno oplemenjuju se u rudarskim postrojenjima.

Mineralne sirovine su uz vodu, zrak i hranu osnova za ljudski život, a igrale su ključnu ulogu od samog početka ljudske civilizacije. U početcima civilizacije minerali kao npr. kvarc, opsidijan i bazalt bili su korišteni kao alati za lov, za potpalu, izgradnju nastambi i sl.
 
Od oko 3900 ÷ 2100 pne. koristio se bakar u tzv. bakrenom dobu, nakon toga bronca od oko 2100 ÷ 1200 pne. te željezo od 1200 ÷ 50 pne.

Drago kamenje, zlato i plemeniti metali privukli su drevne civilizacije poput Egipćana, Babilonaca i Asirijaca što datira oko 2000 pne.

Tijekom razvoja industrije skokovito je porasla potražnja za svim vrstama mineralnih sirovina čiji se trend prati sve do danas, stoga su postale nezaobilazni dio današnjice.

Postoje razne vrste (neobnovljivih) mineralnih sirovina kao npr.: arhitektonsko-građevni kamen, metali i rude metala, razne soli, glina, energetske mineralne sirovine, plemeniti metali itd.

Industrija koristi širok opseg mineralnih sirovina, ali mi njihovu važnost uzimamo zdravo za gotovo. Npr. „pametni telefon”  sadrži metale poput bakra, zlata, srebra, platine, paladija i još mnoge druge rijetke zemaljske elemente.

Eksploatacija mineralnih sirovina za sobom povlači i negativne utjecaje na okoliš kao što su: oštećenja ozonskog omotača, klimatske promjene, uništenje šuma, prijetnja ekosustavima i sl. Nije moguće potpuno spriječiti negativne utjecaje na okoliš prilikom eksploatacije, ali ih je moguće bitno smanjiti.
 
Rudarstvo odnosno mineralne sirovine usko su vezane za opstanak i razvoj civilizacije stoga možemo očekivati njihovo korištenje i u daljnjoj budućnosti.